# Консталин
Консталины, Смазка консталин — пластичные смазки на основе минеральных масел, загущенных натриевыми мылами.
Консталины более термически стойки, но менее водостойки, чем смазки на кальциевых мылах — солидолы.
Рабочая температура консталиновых смазок достигает 130 °C — 150 °C против 70 °C — 90 °C у солидолов.
Также, как и для солидолов, мыла могут быть получены из натуральных жиров и синтетических жирных кислот, и консталины, таким образом, делятся на жировые и синтетические.
В Союзе ССР выпускались универсальные консталиновые смазки жировые УТ-1 и УТ-2 и синтетические УТс-1 и УТс-2.
Сейчас в России действует ГОСТ 1957—73 Смазка консталин. Технические условия, от 1 июля 1974 года.